# Lingüística
La lingüística és la ciència que estudia la llengua natural. Estudia totes les manifestacions de la parla humana, és a dir, l'estudi de la llengua en els vessants escrit i oral. En un sentit ampli, la lingüística és l'estudi de les llengües humanes, i analitza el que tenen en comú i el que les diferencia. Un lingüista és, per tant, una persona que estudia les llengües. En un sentit més estricte, la lingüística s'oposa a la gramàtica tradicional perquè aquesta última és normativa (o prescriptiva) mentre que l'altra és descriptiva. Mentre que la gramàtica jutja els enunciats en termes de l'adequació a una norma donada, la lingüística només descriu. El treball descriptiu es pot fer segons tres eixos principals:
- estudis en sincronia i diacronia: l'estudi sincrònic d'una llengua s'interessa només en aquesta llengua en un moment donat de la seva història, i en un sol estat. Per contra, estudiar una llengua —o una família de llengües o una àrea lingüística— en la seva evolució històrica i els canvis estructurals que ha experimentat és un estudi de tipus diacrònic;
- estudis teòrics i aplicats: la lingüística teòrica estudia la creació de les estructures que permeten la descripció individual de les llengües així com les teories que cerquen delimitar llurs constants universals;
- estudis contextuals i independents: encara que els termes que defineixen aquesta dicotomia no s'hagin fixat amb claredat, es pot definir de la manera següent: l'estudi contextual s'enfoca en les interaccions entre la llengua i el món, mentre que l'estudi independent considera la llengua per si mateixa, independentment de les seves condicions exteriors.

Dins del camp científic, un lingüista és un terme que s'utilitza per a descriure algú que investiga sobre el terreny o empra metodologies pròpies de la lingüística per a estudiar grups lingüístics o llengües en particular. En un sentit més popular, aquest terme també s'utilitza per a referir-se a persones que parlen diversos idiomes amb fluïdesa.

## Definició

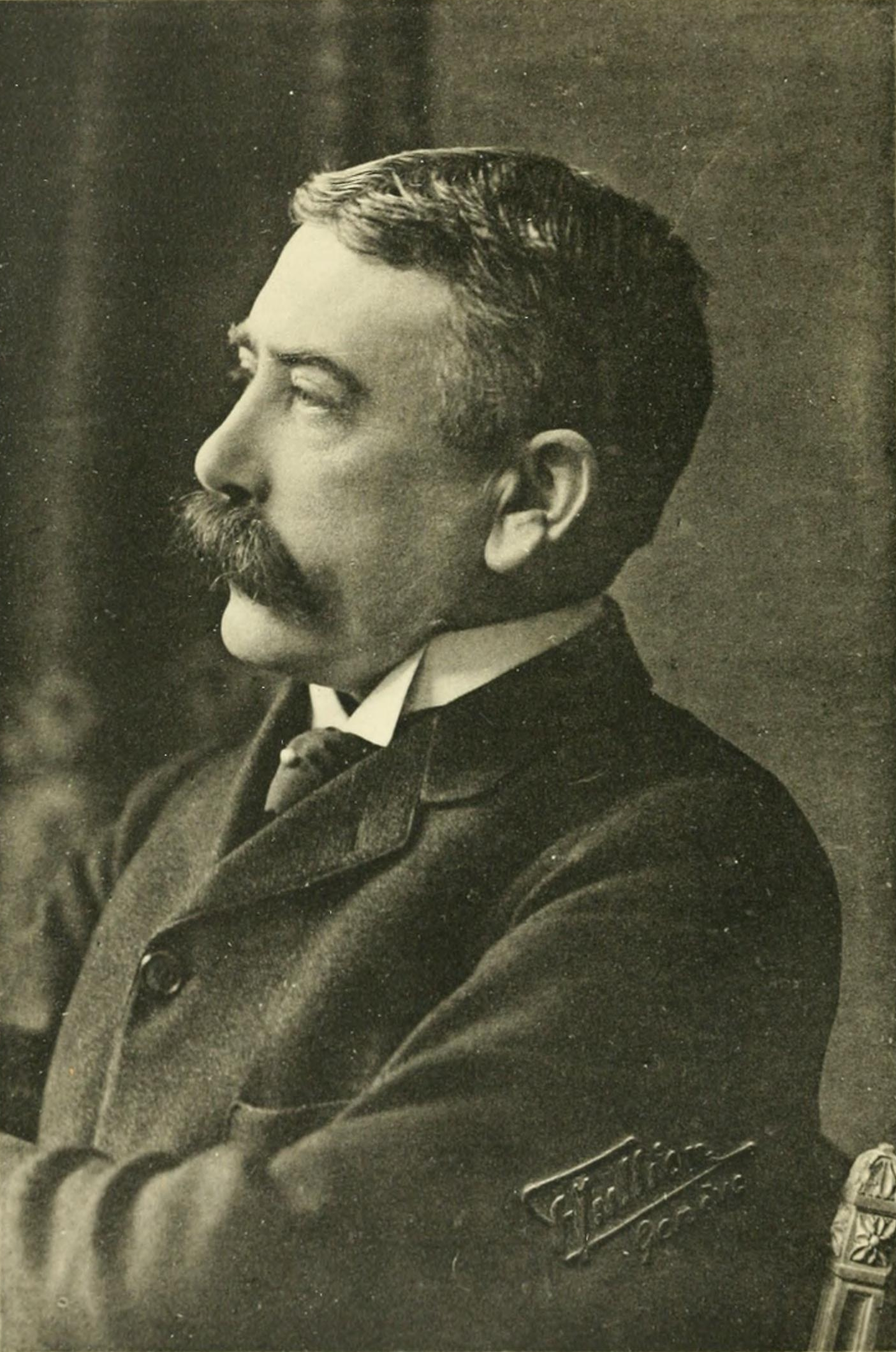
Ferdinand de Saussure, lingüista suís.

### Etimologia i significat
Segons el diccionari de l'Institut d'Estudis Catalans la lingüística és la ciència que estudia el llenguatge humà, d'una manera absoluta o tal com apareix de fet, cristal·litzat a les llengües concretes.
La lingüística és una branca de l'antropologia que es va desprendre progressivament per formar una ciència a banda. En tant que branca antropològica, és matèria d'estudiar l'ésser humà des del punt de vista del seu llenguatge. Per tant, és una disciplina a banda que es forma al segle xix i que s'independitza de l'antropologia a partir del segle xx.
Encara que el terme lingüista, en el sentit d'un estudiant de la llengua, es remunta en anglès a l'any 1641, el terme lingüística es troba documentat per primera vegada en anglès el 1847. Efectivament, l'interès pel fenomen del llenguatge humà és força antic. A l'Edat moderna diverses monarquies miren d'imposar una codificació concreta per les llengües de la Cort.
A l'Edat antiga tot de pobles i cultures han mostrat preocupació per les llengües, així com demostra la mateixa Bíblia jueva on s'hi pot llegir el cèlebre esment sobre la Torre de Babel. De forma general tothom veu el llenguatge humà com una donació o regal diví a la humanitat. A la Xina antiga s'hi duen a terme, abans que en cap altre imperi europeu, les primeres polítiques lingüístiques. Però, tanmateix, no és fins al segle xix que l'aproximació al llenguatge humà esdevé científic.
Ara lingüística és el terme habitual emprat entre els especialistes per a designar l'estudi científic del llenguatge.

#### Filologia i lingüística
Amb anterioritat al segle xx, el terme filologia, que apareix referenciat en anglès l'any 1716, s'usava comunament per referir-se a la ciència del llenguatge, que llavors tenia predominantment un enfocament històric. A partir de les aportacions de Ferdinand de Saussure, en què feia èmfasi en la importància de l'anàlisi sincrònica, aquest ús del terme es va transformar, i el terme filologia actualment s'utilitza per descriure l'estudi "de la gramàtica d'una llengua, la història i la tradició literària", especialment als Estats Units, on no va ser mai tan popular com ho va ser en altres llocs en el sentit de considerar-la com la "ciència del llenguatge".

### Finalitat de la lingüística
L'objectiu de la lingüística teòrica és la construcció d'una teoria general de l'estructura de les llengües naturals i del sistema cognitiu que les fa possible, és a dir, les representacions mentals abstractes que produïx un parlant i que li permeten utilitzar el llenguatge. L'objectiu és doncs de descriure les llengües, caracteritzant el coneixement tàcit que els parlant fan de les mateixes, així com determina la manera d'adquirir-les.
Per a aquest segon objectiu, el de l'adquisició, la lingüística aplicada té com a objectiu l'estudi científic de cada llengua per tal de millorar l'ensenyança d'idiomes. Això comporta igualment el procés d'aprenentatge, és a dir, d'adquisició i se'n deriva vàries conclusions:
- la llengua és inherent
- la llengua és apresa

Tota llengua ens és inherent perquè si podem parlar, és perquè tenim la capacitat per fer-ho. Però, tanmateix, les llengües s'adquirixen normalment durant la infància, en un procés que va de l'audició constant dels pares fins a l'articulació de les primeres paraules, les primeres frases, etc. Hi tenim la qüestió de si anava primer l'ou o la gallina.
En aquest aspecte és quan sorgix la qüestió de la utilitat de la lingüística. L'estudi de les llengües interessa perquè a l'edat adulta l'ésser humà perd la capacitat d'aprendre com ho feia quan era menudet i, per tant, la lingüística aplicada hauria de facilitat l'aprenentatge de llengües noves. A més a més, la llengua és part essencial de la humanitat de tot ésser humà i, per tant, ens parla sobre la societat, la persona i l'ésser humà mateix.
En efecte, cada idioma és la forma en com cada individu es construïx com a "jo". És a dir, no és merament un instrument de comunicació, sinó que va més enllà. Parla de l'expressió mateixa de cada individu i de tota una col·lectivitat. Forma part del procés de socialització de cada individu i, a més a més, és la forma en com cada col·lectivitat ordena el món. Cada llengua és doncs la forma d'expressió d'un poble i ens n'explica les cosmovisions, els parès, etc.
Dit això, la utilitat sembla òbvia. L'estudi de les llengües ens permet, no només comunicar-nos millor a través d'un aprenentatge millorat, sinó també conèixer com són els altres, com són les cultures alienes a la nostra, etc. Finalment, tota llengua és evolutiva, és a dir, la mena en com parlem actualment no és la mateixa en com parlaven els nostres rebesavis i, per tant, la llengua també indica com ha evolucionat una comunitat concreta. No parla únicament de com és un poble actual, sinó que també n'explica com era, quins canvis es va produir al si de la seua societat i com canvia, com és el seu present amb relació a com era abans.

#### Política i lingüística

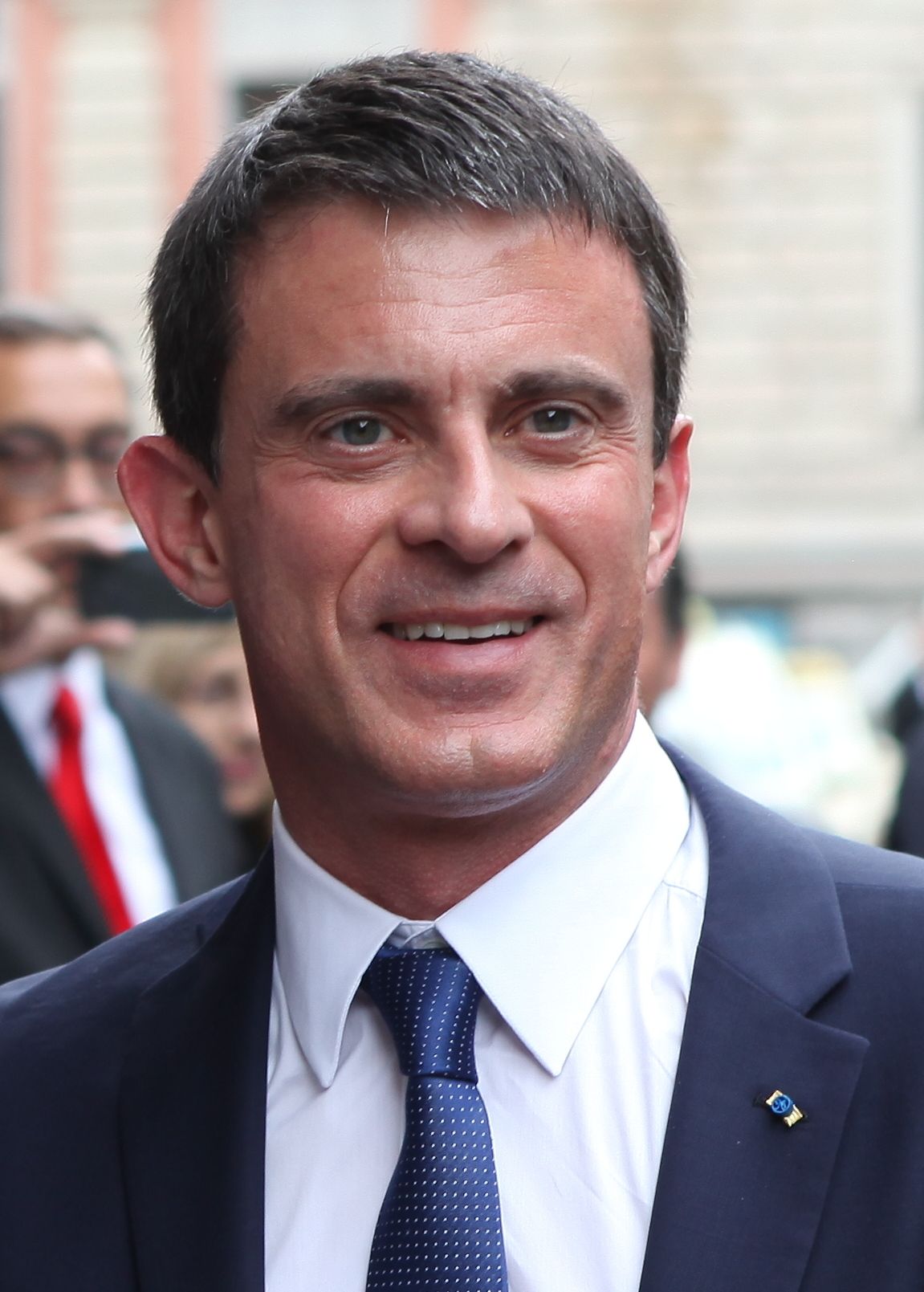
Fotografia de Manuel Valls i Galfetti, antic primer ministre francès. És un exemple evident de pràctica imperial lingüística. L'any 2020 és entrevistat per TV5 Monde on hi respon amb mentides a la periodista, tot argumentant que a Catalunya s'hi feia "sectarisme" lingüístic amb el català en contra del castellà. Una fal·làcia que a més de poder-se provar la falsedat sobre el terreny i amb estadístiques a la mà, s'evidencia a Andorra mateix on s'hi practica el mateix model lingüístic que a Catalunya. Però, el ministre, país del qual ostenta el coprincipat, no hi diu res al respecte. A l'hora de l'entrevista, ja havia passat per la dreta, l'esquerra i l'extrema dreta.

És amb la construcció d'estats moderns a partir del segle XVII que la política mira d'introduir-se en la manera en com parla la població. A primer cop d'ull hi ha una clara voluntat de practicitat. Per exemple, establir unes normes ortogràfiques, gramaticals i un codi comú permet a la comunitat comunicar-se fàcilment, per escrit i oralment. Però, ultra aquest fet, també hi ha hagut i seguix havent-hi voluntat d'orientar el parlar en direccions ideològiques.
El continent europeu bat el rècord d'extermini lingüístic al món. Els europeus són els primers responsables d'haver practicat el genocidi lingüístic a tot el planeta. I això partix d'Europa mateix. Estats com el francès, l'hispànic, el britànic o el rus han mirat temps ençà d'exterminar les llengües que no són de la cort. És el cas del lituà, el letó, l'ucraïnès, el tàtar o el txetxè per a Rússia, el català, el portuguès o el basc per a Espanya, el bretó, el cors, el català o l'occità per a França, l'escocès o l'irlandès per al Regne Unit, etc. De retruc, els europeus varen provar d'exterminar la varietat lingüística d'Àfrica, Àsia i Amèrica Llatina. Tot això porta un rerefons ideològic, que és el de la implantació de l'imperi corresponent, per tant, hi dilucidem una dinàmica totalitària, pròpia a qualsevol dictadura.
Dir això és dir l'abast que pot arribar a tenir la fusió entre lingüística i política de manera que l'aplicació dels estudis de les llengües pot derivar en males praxis. En efecte, com s'ha esmentat a l'apartat anterior, una llengua no és únicament un mitjà de comunicació, sinó que parla sobre un poble i és a més d'això una manera de tornar l'ésser humà en allò que és, humà. És a dir, les llengües formen part del procés de socialització de cada ésser humà i per aquest motiu constituïxen el seu nucli fonamental, de forma que genocidar qualsevol llengua és, deshumanitzar, treure-li l'essència, porta l'individu a l'esclavatge. És portar-lo a l'objecte, tenir-lo com a res de molt important, amb dret de violar-lo físicament.
Diversos exemples demostren clarament tot plegat. En efecte, un cop som adults, l'adquisició de noves llengües és complicada. Mai arribarem a integrar-les del tot i malgrat tots els estudis que hi ha al voltant, encara hui no sabem per quina raó i si això es pot millorar. En tot cas deixa en evidència que la llengua ens torna humans perquè en tornar-nos adults, encara que aprenguem una altra llengua, ens costarà somiar, pensar i fer-ho tot com un nadiu. Endemés, cada llengua posseïx les seues estructures, les seues maneres de fer i els seus mots. El català, per exemple, és força imaginatiu a l'hora d'insultar o parlar de sexe perquè ha estat reprimit durant anys i panys per l'Imperi hispànic. El francès, per la seua banda, no s'esparvera cridant a Déu quan insulta o s'escandalitza. És a dir, el francès ens parla de com la Revolució Francesa ha fet salat entre el poble francès i el català ens explica com l'Imperi hispànic ha maltractat i el maltracta la nació catalana. Cada llengua posseïx informació sobre com són els pobles, l'ús de la lingüística per a finalitats ideològics posa a la safata tota una reflexió sobre ètica i moral.
En efecte, la Xina és la primera que fa ús del codi escrit per tal de genocidar la varietat lingüística del seu imperi. Territori divers, s'hi parla uigur, cantonès, tibetà, mongol, etc. La ideació de l'alfabet xinès està pensat ideològicament i, en tant que tal, s'ha estès a altres cultures, com és el cas del Japó que fa ús de dos alfabets en un per al japonès. Altres cop, no serien pocs els qui hi veurien una actitud no ètica i gens moral.

### Llenguatge articulat i comunicació animal

#### Parlen, els animals?
Per abordar aquesta pregunta, punt de partença de tot estudiant en lingüística, cal tenir present que els humans són animals. Ara com ara totes les recerques fetes sobre la resta d'animals del planeta conclouen que els éssers humans són els únics a tenir llenguatge. Això no vol dir que els animals no emeten sons, els emeten. Simplement comuniquen, no és llenguatge articulat com l'humà. Això torna les llengües una característica de l'home. Però dir això, no vol pas significar que els humans són superiors en posseir llenguatge articulat.
Des de l'edat antiga que l'home ha volgut creure que el llenguatge articulat era un regal dividí que Déu o diverses divinitats haurien ofert a l'home. La Bíblia jueva va plena de discursos en què s'hi fa una diferència entre home i animal, tot apuntant el primer com a superior al segon. No és fins que la lingüística neix entre científics que aquesta mirada mitològica s'abandona. Les recerques lingüístiques del segle xix i la formació mateixa de la disciplina van permetre fer evident que el llenguatge humà ens és probablement característic, però no ens torna en superiors perquè, efectivament, som animals com qualsevol altre espècie.
Un abordatge així fa palès que el llenguatge articulat forma part dels signes de comunicació. És a dir, que de llenguatge n'hi ha molts i allò que anomenem "llengua" o "idioma" és una de les diverses variants de signes de comunicació. En efecte, el llenguatge dels signes és una forma de comunicació. Per tant, totes dues, són llengües. Ara bé, sembla doncs que el llenguatge oral ha estat el predominant en l'espècie humana tot al llarg de la història. S'ha mirat d'explicar per quina raó.
- s'emet la hipòtesi que és avantatjós perquè pot fer-se servir durant la nit a les fosques
- s'emet la hipòtesi que el so pot escampar-se a totes les direccions i és doncs servible a distància
- s'emet la hipòtesi que constituïx un avantatge perquè els signes requerixen l'ús de les mans i amb el so podem fer altres coses mentre parlem

Per tant, la lingüística estudia les dues maneres de comunicar-se, els signes i el llenguatge oral, si bé l'oral assumix un camp molt vast d'estudis degut al seu ús que és majoritari. Finalment, es torna imprescindible explicar per quins motius s'ha acabat concloent que l'home és l'únic que posseïx llenguatge articulat i no pas els animals.
A la dècada dels 1940 es varen iniciar tot d'estudis amb ximpanzés als Estats Units. Entre els quals es destaca les conclusions sobre Wiki, un ximpanzés en captivitat que es va fer servir per a finalitats científiques. Durant nou anys de captiveri, es va mirar d'ensenyar-lo a parlar i després dels esforços, el ximpanzé va ser capaç de pronunciar «mare» o «pare» en anglès, però no hi hagué manera de fer-lo parlar. Una anàlisi del menut va demostrar que malgrat que poguera emetre sons, no tenia l'oïda ni l'estructura necessària al paladar per poder articular els sons. La conclusió es va tornar evident. Els ximpanzés podrien parlar perquè cognitivament estarien capacitats per fer-ho però físicament no poden, de manera que es limiten a comunicar amb gests i, sobretot, amb emissió de sons. No és llenguatge articulat, és un signe de comunicació. Per això es parla de llenguatge humà i comunicació animal.
En algun moment doncs de l'evolució dels primats, els homínids varen trobar algun avantatge molt evident per tal de desenvolupar biològicament l'estructura física per a la parla. A carrega llarga s'ha trobat altres casos similars en altres espècies animals i les conclusions són sempre les mateixes.

#### Els orígens del llenguatge
Traçar l'origen del llenguatge humà no és gens fàcil. Més que als lingüistes, cal deixar el lloc a l'arqueologia i la paleontologia. En efecte, s'ha descobert que els neandertals eren capaços de parlar. A la seua anatomia posseïen un oïdes molt proper al nostre, descobert per primer cop a Kebara (Israel). Es tracta d'un os que permet parlar i això ens porta a preguntar-nos si tenia algun idioma, d'on sorgixen els idiomes i per què podem dir que l'ésser humà no posseïx un llenguatge i prou.
Alguns científics neguen que els neandertals pogueren parlar perquè la seua laringe és elevada i en limita els sons. Altres especulen sobre el fet que probablement tinguera la capacitat comunicativa d'un nen xiquet actual, com ara Steven Mithen. És igualment arran d'expedicions de científics europeus, improvisats arqueòlegs, a l'Àsia que neix la lingüística. Les observacions fetes a l'Índia permeteren progressivament arribar a la conclusió que existia segurament una única llengua de la qual deriven totes les llengües actuals.
Mercès a l'antropologia podem dir que la llengua és un tret cultural de l'home. El sociòleg Henri Tajfel (1919-82) ha demostrat que la nostra identitat la construïm en funció de la construcció lingüística que fem de nosaltres mateixos. Intervé en el procés les categories que ens atorguem i les que atorguen als altres, el relat que ens expliquem de nosaltres mateixos i aquell que els altres fan de nosaltres, etc. El nostre llenguatge articulat també és ideològic, perquè parla de nosaltres, divulga els nostres estereotips sobre els altres, la nostra manera de viure, etc. És finalment una forma de cooperació. El llenguatge articulat és doncs una peça clau en l'evolució.
Probablement ja tenia forma de llengua o idioma quan varen poblar els Homo sapiens tot el planeta. Però no tenim rastres escrits de cap llengua parlada pels primers sàpiens. Tenim restes arqueològiques sobre l'anatomia dels nostres avantpassats. Es conclou que els sàpiens, almenys, sabien parlar i que probablement també els neandertals, encara que devia de ser un llenguatge molt limitat. La cosa ja no es presenta del tot igual amb els sàpiens. La problemàtica rau en reconstruir la llengua dels sàpiens i, ací, els lingüistes emeten dues hipòtesis:
- hi havia ja vàries llengües a la primeria
- només n'hi havia una que va derivar en la varietat de llengües actuals

S'estima que actualment al món hi ha prop de 4.000 llengües i que a l'Edat moderna n'hi havia unes 10.000. Els europeus són doncs responsables d'haver exterminat la meitat i l'extermini és encara vigent perquè de les 4000 censades, el 80% es troba en risc d'extensió. Els europeus seguixen practicant el genocidi lingüístic gràcies a estats com el francès que fan de la seua Acadèmia de la Llengua un instrument ideològic; ja que no és en mans de lingüistes, però de polítics. Ultra aquest fet, les xifres s'han aconseguit estudiant la varietat lingüística del món i això ens permet traçar els orígens del llenguatge articulat.
De les 4.000 llengües existents, s'ha estudiat al voltant d'unes 1.500 i mitjançant estudis comparatius es conclou que totes tenen arrels comunes. Les llengües compartixen universals comuns i posseïxen trets característics d'altres llengües. Per tant, la majoria de la comunitat lingüística creu que hi ha haver a la primeria una única llengua de la qual varen derivar les actuals.
Una protollengua va derivar en diversos grups lingüístics, els quals donaren peu a altres grups lingüístics fins a arribar a les llengües que es parlen actualment. No deixa de ser una hipòtesi perquè no s'ha pogut estudiar totes les llengües, algunes encara seguixen sent un misteri, com és el basc, atès que no s'hi trobat l'avantpassat i, alhora, malgrat que es trobés parentiu a les 4.000 parlades, la hipòtesi de la varietat lingüística inicial no és descartable perquè no sabem què va passar ara fa 300.000 anys.

## Metodologia i estudi

### Entre ciència social i psicologia
Ha existit i existix certa discussió sobre si la lingüística hauria de considerar-se una ciència social o una part de la psicologia.
Les ciències socials estudien l'home en comú, és a dir, en societat. En tant que la llengua és d'ús social i ens parla de la societat mateixa, dit altrament, en tant que servix per comunicar-se amb els altres i parlar-nos a la vegada sobre els altres, es podria dir que és una ciència social. En canvi, és també una evidència que la llengua existix perquè prové de l'elaboració que en fa el cervell. En efecte, és la nostra cognició la qui permet, juntament amb l'oïdes, parlar. Físicament tenim els ossos i l'estructura necessària per al parlar però sense la cognició, la seua elaboració mental, no parlaríem articuladament.
Per això mateix existixen dues àrees d'estudi de les llengües:
- la sociologia lingüística
- la psicologia lingüística

La segona posa el relleu sobre la consciència del parlant sobre el fet de posseir una llengua mentre que la primera no ho té en consideració, sinó que es focalitza cap a una mirada més global, més social.
A banda, també cal considerar si la lingüística és una ciència humana o una ciència social. Les ciències humanes es focalitzen en l'individu, l'home o ésser humà, mentre que les socials posen tots els senyals sobre la societat, el col·lectiu. Segons com mirem l'ús de les llengües, la lingüística serà en un calaix o l'altre. És a dir, si el llenguatge articulat el considerem des de l'individu, com a característica humana, caldria encabir la lingüística dins les ciències humanes. Per contra, si el llenguatge articulat el considerem des d'un punt de vista comú, d'instrument col·lectiu de comunicació i d'element indicatiu sobre la cultura i mentalitats d'una societat, llavors caldrà encabir-la forçosament a les ciències socials.

#### Dues mirades, biològica i humanista
A l'estudi de les llengües, s'hi diluciden dues mirades o aproximacions.
- humanística
- biològica

L'aproximació biològica pren com a punt de partença que el llenguatge és un fenomen biològic en els humans i per aquest motiu s'ha d'estudiar diacrònicament i biològicament, d'ací l'interès d'associar la lingüística a la psicologia. La gramàtica generativa se n'ocupa i estudia les estructures lingüístiques innates. En contrast amb la lingüística estructural, la Gramàtica Generativa rebutja la noció que el significat o la interacció social afectin el llenguatge. En canvi, tots els llenguatges humans es basen en una estructura cristal·litzada que pot haver estat causada per una mutació exclusivament en humans. L'estudi de la lingüística s'hi considera com l'estudi d'aquesta estructura hipotetitzada.
L'aproximació humanística partix, en canvi, del principi que el llenguatge és una invenció creada per les persones. És a dir, des d'un punt de vista semiòtic, la investigació lingüística humanística considera la llengua un sistema de signes que sorgix de la interacció del significat i la forma. L'organització dels nivells lingüístics es considera computacional. La lingüística es considera essencialment com a relacionada amb estudis socials i culturals perquè diferents idiomes estan configurats en la interacció social de la comunitat. D'ací l'interès d'associar la lingüística a les ciències socials. Per aquest motiu, la mirada humanística s'esforça a disseccionar cada nivell lingüístic: fonètic, morfològic, sintàctic, el discurs, etc.

### Metodologia de la lingüística
Cada llengua s'estudia des del sincronisme i el diacronisme. Una descripció sincrònica d'una llengua (lingüística sincrònica) descriu la llengua tal com és en un moment donat; una descripció diacrònica (lingüística diacrònica) s'ocupa del desenvolupament històric de la mateixa i dels canvis estructurals que ha patit.
Per a l'estudi sincrònic, el mètode de la lingüística és semblant a l'antropologia i la sociologia. Treu de l'antropologia el treball de camp, quan es fa necessari conèixer un idioma de molt més a prop. Consistix en una immersió en la comunitat que es vulga analitzar i aprendre'n la llengua. Això vol significar que si, per exemple, un lingüista vol conèixer un idioma concret d'una comunitat indígena d'Austràlia, haurà d'anar a viure-hi un temps, adaptar-se a les seues creences, menjar allò que mengen, comportar-se com es comporten, adoptar el seu estil de vida, etc.
L'aprenentatge d'una llengua nova és una feina molt complexa i difícil de dur a terme. Segons la complexitat de la llengua estudiada, pot dur de 5 a 10 anys. I, així i tot, no s'acaba de conèixer tots els per menuts, calen molts més anys d'estudi i presència a la comunitat on s'hi parla. És a dir, per fer-ne un estudi diacrònic, cal quelcom més que un simple treball de camp o immersió. En cas de necessitar doncs la immersió, hi ha una fase d'etnografia. S'ha de posar per escrit tot allò après sobre la llengua concernida. Això comporta una exposició estructurada i comprensible per a una altra cultura que no s'ha posat mai a parlar la llengua estudiada. L'estudi, però, no es deixa dins un calaix d'armari de l'arxiu nacional, sinó que ha de fer un objecte d'actualització, aprofundiment i relació amb altres llengües. És en aquesta fase que es duu a terme un estudi diacrònic.
De la sociologia, la lingüística en treu dos graus d'anàlisi:
- microlingüística
- macrolingüística

És a dir, es pot estudiar cada llengua a partir d'unitats més xiquetes fins a arribar a les més grans. Per exemple, s'estudia la composició d'un mot, els seus prefixos, els sufixos, etc. Tot seguit es mira de comprendre'n el significat i el seu entorn. Això permet classificar-lo, si és adjectiu, substantiu, etc. Es mira d'entendre com es relaciona amb els altres mots. Després es procedix a una anàlisi més genèrica, que és la frase. Com és construïx, quina funció fa, etc. Més genèric encara, és mirar d'analitzar el paràgraf i, encara més genèric, el text, etc.
L'estudi macrolingüístic pot adoptar una mirada diacrònica mentre que el microlingüístic difícilment podrà fer-ho. La macrolingüística té una mirada molt més global i per això s'esforça de comprendre aspectes sociològics, dialectals, estilístics, computacionals, matemàtics, estructurals, etc. Ha estat força útil per a l'elaboració de les classificacions lingüístiques, fet que indica que la macrolingüística rau molt més en el camp de l'estudi diacrònic que del sincrònic.

#### Descripció i prescripció
Els lingüistes fan servir una dinàmica purament descriptiva a les seues recerques. Proven de descriure les llengües tal com són utilitzades i explicar-ne la naturalesa del llenguatge sense vessar-hi judicis. Les dimensions per descriure-les inclouen la fonètica, la fonologia, la sintaxi, la lexicologia i la semàntica.
Un cop estudiada la llengua i a vista d'ensenyar-la, els lingüistes procedixen a la prescripció. La dinàmica prescriptiva o normativa cerca descriure com s'hauria d'utilitzar una llengua, el seu "bon ús". Això inclou la implantació de normes i convencions lingüístiques a la gramàtica i l'ortografia d'una llengua. L'objectiu de la prescripció és tenir un estàndard amb què la població s'emmiralle. Això permet tenir un model, que és normalment prioritari i majoritàriament difós als mèdia. Les variants dialectals de la llengua, però, també són normativitzades i plenament acceptades, fins i tot ensenyades a les escoles per tal de garantir la riquesa i la diversitat lingüística. Les prescripcions esdevenen després que la llengua haja evolucionat naturalment.
Per tant, la metodologia inclou en una primera fase un camp de treball que ha de ser descriptiu i exempt de judicis. En vista de la divulgació posterior de la llengua estudiada, es procedix ben sovint a la normativització, és a dir, a la prescripció de la llengua estudiada.

#### Ciència tova o ciència dura
Per tot això es podria dir que la lingüística és una ciència tova. El seu mètode no fa servir l'empirisme i ho deixa tot en mans de la lògica cartesiana i de les matemàtiques. Patix de no ser considerada sempre una ciència al mateix nivell que la física o la química. Això és així perquè no totes les ciències humanes poden fer usatge de l'empirisme com a mètode per obtenir coneixement. Es qüestiona doncs perquè no es posa cap hipòtesi en pràctica per verificar que és o no fals, descartable o validable.
Però, així i tot, no deixa de ser una ciència que pot fer servir l'experiència per tal de treure conclusions. L'anàlisi de les llengües en perill d'extinció és justament un tipus d'estudi que necessita l'empirisme. Per tant, la lingüística també fa ús de l'experiència, a escala reduïda, com ara ximpanzés en laboratoris per saber si els humans són els únics a tenir llenguatge articulat. En aquest sentit, es fa servir estadístiques per tenir historials i lectura més globals o s'utilitza altres disciplines auxiliars com ara la psicologia.
Es fa notar des dels partidaris a considerar-la una ciència més, que les ciències dites dures són molts cops simples anotacions d'allò que veu l'ull i, s'ha demostrat igualment i força àmpliament, que les nostres percepcions poden enganyar-nos. L'ull i el nostre cervell ens mostren la realitat de forma esbiaixada. En aquest sentit, els procediments també poden qüestionar-se perquè ben sovint les hipòtesis emeses van plenes d'estereotips propis d'època, de mentalitat. Per tant, fins i tot les ciències dures poden posar-se en qüestió i, sent així, no hi ha motius per destacar la lingüística com a ciència si, en efecte, és capaç de produir coneixement verificable, vertader i fiable.

### Branques i especialitats de la lingüística
La lingüística s'ocupa de descriure i explicar la naturalesa del llenguatge humà. En relació amb això, sorgixen qüestions respecte a la universalitat del llenguatge, la diversitat del llenguatge o el procés d'aprenentatge humà dels idiomes, entre molts altres temes. Tots els éssers humans, deixant de banda els casos extrems que entren en el camp de la patologia, assolixen la competència lingüística de parlar una llengua o signar-la -si es tracta d'una llengua de signes-, que és la que s'usa dins l'entorn on creixen i es desenvolupen, i ho fan sense una aparent necessitat d'una instrucció explícita conscient. Mentre que molts animals diferents dels éssers humans adquirixen els seus propis sistemes de comunicació, aquests animals no poden adquirir el llenguatge humà, tot i que alguns d'aquests poden aprendre a respondre fent algun ús de la llengua o, fins i tot, poden ser entrenats per usar-la en un determinat nivell bàsic.
Per tant, els lingüistes assumixen que la capacitat d'adquirir i utilitzar el llenguatge és innata, fonamentada en el mateix potencial biològic dels éssers humans, un potencial similar a la capacitat de caminar. No hi ha consens, però, pel que fa a la magnitud d'aquest potencial innat o al grau específic de domini del llenguatge, el grau en què aquestes habilitats innates són específiques del llenguatge. Alguns teòrics afirmen que hi ha una elevada capacitat d'abstracció en el cervell humà, un conjunt molt gran d'ús de codis binaris, mentre que d'altres afirmen que la capacitat d'aprendre el llenguatge és un producte de la cognició humana en general. Existix, però, un acord força generalitzat respecte al fet que no hi ha grans diferències genètiques subjacents a la diversitat que hi ha entre les llengües: un individu adquirix qualsevol llengua o llengües, independentment de la filiació o de l'origen ètnic. No obstant això, investigacions recents suggerixen que, fins i tot els febles biaixos genètics en els parlants, després de l'acció d'un determinat nombre de generacions, poden influir en l'evolució de llengües en particular, donant lloc a una distribució no aleatòria de determinats trets lingüístics arreu del món.
La lingüística teòrica sovint es dividix en camps d'especialitat separats i més o menys independents:
- Fonètica: l'estudi dels diferents sons del llenguatge humà.
- Fonologia: l'estudi dels patrons del so, o dels fonemes d'una llengua.
- Morfologia: l'estudi de l'estructura interna dels mots.
- Sintaxi: l'estudi de la combinació de mots entre si per a formar frases.
- Semàntica: l'estudi del sentit dels mots i dels enunciats.
- Estilística: l'estudi de l'estil d'un enunciat (literari o no literari).
- Pragmàtica: l'estudi de l'ús (literari, figuratiu o qualsevol altre) dels enunciats en els actes de comunicació.
- Anàlisi del discurs: l'estudi dels enunciats organitzats com a textos.

#### fonètica
La fonètica és una disciplina particular de la lingüística que estudia la realització dels fonemes a totes les alternatives analitzables. La fonètica general estudia els problemes teòrics plantejats per la relació entre sons i fonemes i complementa la investigació fonològica. La fonètica instrumental o experimental classifica els fonemes com a conjunts de trets constitutius mitjançant les dades fornides pels aparells de recerca. Si la recerca es produïx sobre el treball fisiològic del parlant quan emet sons, la branca corresponent és anomenada fonètica articulatòria o genètica. D'altra banda, l'estudi dels trets físics de les emissions fòniques determina la fonètica acústica o genèmica. Finalment, si s'orienta cap a la recepció de l'oient, és anomenada fonètica auditiva.

#### Fonologia
La fonologia és una disciplina particular de la lingüística que estudia el valor funcional dels sons a les llengües. Establix quins són els fonemes d'una determinada llengua, és a dir, els sons distintius que servixen com a trets bàsics per diferenciar unes paraules de les altres. També estudia els fenòmens de contacte entre els sons i la seua constitució en síl·labes, mots, sintagmes i l'expressió o, en termes fonètics, l'emissió fònica normal limitada per dues pauses, investigant alhora els trets (anomenats suprasegmentals) susceptibles de comportar una modificació significativa quan es commuten: la durada, la intensitat i el to, dels quals cada llengua fa un ús particular.

#### Morfologia
La morfologia és una disciplina particular de la lingüística que estudia l'estructura interna dels mots. La morfologia estudia la faisó en què els morfemes es combinen per formar els lemes, ja siga per derivació (família lèxica) composició, flexió, redoblament o afixació.

#### Sintaxi
Part de la gramàtica tradicional que estudia les relacions o funcions dels mots a la frase o oració; atès que la combinació dels mots per constituir les oracions pertany al camp concret i il·limitat de la parla resulta gairebé impossible d'estructurar exhaustivament totes les combinacions possibles. L'únic que pot fer la gramàtica és donar algunes regles bàsiques sobre l'estructuració de les oracions, que ja tenia en compte la gramàtica tradicional i que ha subratllat d'una manera especial la moderna gramàtica generativa. De la posició, la relació i la funció dels mots que poden constituir aquests elements sintàctics bàsics, sorgix llur classificació a les distintes categories gramaticals fonamentals, anomenades parts de l'oració.

#### Semàntica
La semàntica és una disciplina particular de la lingüística que estudia la paraula, concretament tot allò relacionat amb el seu significat. Analitza quins són els components del significat, com es transmet i la relació entre mots segons el que representen.

#### Estilística
L'estilística és una escola crítica en lingüística i teoria de la literatura que analitza l'estil d'un text qualsevol, intentant determinar els trets formals emprats amb relació a la intenció de l'autor i la resposta del públic. Així, considera la coherència i cohesió de l'escrit, l'estructura, els recursos literaris, el gènere a què pertany i les convencions que aquest l'imposa, el tipus de lèxic emprat i la mena de frases usades.

#### Pragmàtica
La pragmàtica és una disciplina particular de la lingüística que estudia la llengua des del punt de vista de l'ús que en fan els usuaris. Un tret fonamental de l'estudi pragmàtic és la importància que hi adquirix el context com a factor essencial per assolir la comprensió del significat. Per això, la pragmàtica s'ha relacionat sovint amb altres disciplines que tenen en compte aspectes socials com la sociolingüística, la sociologia i la psicologia.

#### Anàlisi del discurs
L'anàlisi del discurs és una disciplina particular de la lingüística que busca analitzar el discurs com un conjunt homogeni, és a dir, transcendir el nivell habitual d'anàlisi centrat en l'oració, i les seues relacions amb el context social. Així, estudia com està construït el text, quines inferències exigixen, com es relaciona amb discursos precedents, però també la comunicació no verbal que l'acompanya i els papers socials dels interlocutors, que afecten el seu contingut.
Els temes que solen guiar les recerques són les relacions entre discurs i ideologia (dominant i oculta, incloent-hi subtemes com el racisme, la visió de gènere i d'altres), poder i cognició.

### Disciplines relacionades
Algunes de les disciplines relacionades o d'especialització de la lingüística són: 
- la lingüística del desenvolupament, l'estudi del desenvolupament de l'habilitat lingüística d'un individu, en especial l'adquisició del llenguatge durant la infantesa;
- la lingüística històrica o lingüística diacrònica, l'estudi dels canvis de la llengua;
- la psicolingüística, l'estudi dels processos cognitius i les representacions darrere l'ús de la llengua;
- la lingüística clínica, l'aplicació de la teoria lingüística a l'àrea de la patologia de la parla i de l'aprenentatge de la llengua;
- la neurolingüística, l'estudi de la xarxa neuronal i els processos cerebrals a la comunicació i l'organització de la llengua;
- la biolingüística, l'estudi dels sistemes de comunicació naturals i apresos en animals en comparació amb la llengua humana;
- la lingüística computacional, l'estudi de les implementacions de les estructures lingüístiques en els ordinadors; i
- la lingüística aplicada, l'estudi de la llengua i els temes relacionats en la seva aplicació diària, en especial, les polítiques lingüístiques i l'educació o ensenyament d'una llengua.

Dins les aplicacions de la lingüística, es pot citar l'ús de l'anàlisi del discurs per molts governs que tenen interès a verificar la nacionalitat reclamada pels sol·licitants d'asil i que no presenten la documentació necessària per poder provar la seua afirmació. Això sovint pren la forma d'una entrevista personal que es realitza en un departament d'immigració. Segons el país, aquesta entrevista es dur a terme en la llengua materna del sol·licitant d'asil amb un intèrpret, o en una llengua franca internacional, com pot ser l'anglès. A Austràlia, s'utilitza el primer mètode, mentre que a Alemanya es fa servir el de la llengua franca; en canvi, als Països Baixos, s'utilitza qualsevol dels dos sistemes en funció de la llengua en qüestió. Les conclusions finals de l'anàlisi lingüística poden tenir un paper crític en la decisió del govern sobre l'estatut del refugiat que ha sol·licitat asil.

## Història de la lingüística

### Història de la ciència lingüística

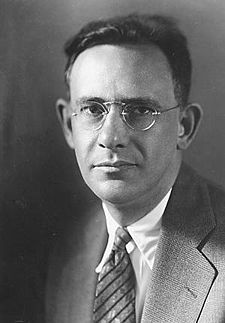
Edward Sapir

La lingüística, estudi sistemàtic de la llengua, va nàixer a l'Índia amb l'anàlisi del sànscrit. Es van formar moltes escoles a partir del segle viii aC, que van tenir una gran activitat durant molts segles i, així, la gramàtica de Pànini esdevingué prescriptiva.
A l'Orient Mitjà, el lingüista persa Sibawayh va fer una descripció detallada i professional de la llengua àrab el 760, en la seva obra colossal Al-kitab fi al-nahw (الكتاب في النحو, el Llibre de gramàtica).
A Europa, es poden destacar figures com Marc Terenci Varró o, al final de la llatinitat, Isidor de Sevilla. Però la lingüística moderna s'inicia al pas del segle xviii al XIX amb el comparatisme i el descobriment de l'origen comú de moltes llengües (les indoeuropees). El lingüista més important va ser el teòric Wilhelm von Humboldt, que va establir la tipologia lingüística, és a dir, els tipus de llengües, i va destacar el caràcter propi que té cada llengua i la influència d'aquesta en el pensament. Pel que fa al comparatisme, autors importants del segle xix van ser Franz Bopp o Jacob Grimm, que va formular la que es coneix com a llei de Grimm que explica certs canvis consonàntics de les llengües germàniques a partir del seu origen indoeuropeu; també Karl Verner, que el 1822 va descobrir la llei que es dirà després la llei de Verner i que completa la llei de Grimm. En aquest moment es van redactar les primeres gramàtiques històriques científiques de moltes llengües. August Schleicher, que va crear la Stammbaumtheorie, i Johannes Schmidt, que va desenvolupar la Wellentheorie (model d'ona) el 1872. Aquests autors seguien el model positivista de les ciències naturals.
Al darrer terç de segle xix, apareixen els neogramàtics, que aporten una concepció molt més rigorosa, desvinculen la lingüística de les ciències naturals i la situen en la psicologia i la sociologia. Hi destaquen Hermann Paul, el psicòleg Wundt, Gabelentz, etc.
Al final del segle xix també apareixen els estudis de dialectologia i geografia lingüística que feren valdre les formes dialectals del moment, fins aleshores menystingudes, ja que es valoraven les llengües literàries i antigues. Fruit de la geografia lingüística foren obres importants com els grans atles lingüístics que s'han continuat elaborant fins al segle xx i XXI (tot i que actualment, lògicament, amb mitjans moderns). Són obres emblemàtiques l'Atles Lingüístic de França de Jules Gilliéron o el d'Itàlia i Suïssa de Karl Jaberg i Jakob Jud.
Encara s'inicien en el segle xix i es desenvolupen en el segle xx moltes grans obres lexicogràfiques d'orientació etimològica: el Deutsches Wörterbuch dels germans Grimm per les llengües germàniques, el Romanisches Etymologisches Wörterbuch (1935) de Wilhelm Meyer-Lübke (que havia anat precedit del Etymologisches Wörterbuch der romanischen Sprachen (Bonn 1853) de Diez) o els més moderns Französisches Etymologisches Wörterbuch de Walther von Wartburg pel gal·loromànic o les obres lexicogràfiques de Joan Coromines.
Ferdinand de Saussure és el principal fundador de la lingüística estructural moderna; considera la llengua com un sistema de signes, i estableix les famoses dicotomies llengua/parla, sincronia/diacronia, relacions paradigmàtiques/sintagmàtiques, crea el concepte de sintagma, etc. A partir d'ell, sorgeixen les diferents escoles estructurals europees: els diferents funcionalismes: Jakobson i l'escola de Praga, Martinet, Coseriu; i el cas particular de la glossemàtica de Hjelmslev.
A Amèrica, destaquen dos corrents: el culturalista, amb Edward Sapir, capdavanter de la lingüística estructural americana, que va ser un dels principals que van explorar les relacions entre el llenguatge i l'antropologia. La seva metodologia va exercir una influència cabdal sobre els seus successors. I el corrent formalista iniciat per Leonard Bloomfield, fidel al positivisme, continuat pels distribucionalistes, i posteriorment per la gramàtica generativa de Noam Chomsky, desenvolupada sota la direcció del seu professor Zellig Harris, inspirada en la informàtica, i que va esdevenir el model dominant a partir dels anys 60 fins als 80. A partir dels 90, s'imposa la lingüista cognitiva, amb autors com Lakoff i Langacker.

#### Lingüística precientífica
L'estudi de les llengües com a disciplina ha passat per tres successives abans d'adoptar l'actual forma moderna.
Es va començar per organitzar la gramàtica. Aquest tipus d'estudi, inaugurat pels grecs i continuat especialment pels francesos, estava fonamentat en la lògica i estava desproveït de tota visió científica i desinteressada de la llengua mateixa; allò que s'havien proposat era únicament donar regles per distingir les formes correctes de les formes incorrectes; es tractava d'una disciplina normativa, molt allunyada de la pura observació i el seu punt de vista era, per tant, necessàriament reduït. Després va ser quan va aparèixer la filologia.
A l'Alexandria de l'antiguitat ja hi existia una escola filològica, però aquest terme s'associa sobretot al moviment científic creat per Friedrich August Wolf, a partir del 1777, que continua fins hui dia. La llengua no és l'únic objecte a fixar, interpretar, comentar texts dins la filologia. És a dir, també s'ocupa de la història literària, dels costums, de les institucions, etc; a tot arreu fa servir el mètode que li és propi, que és la crítica. Si aborda qüestions lingüístiques, és sobretot per comparar texts d'èpoques diferents, determinar la llengua particular emprada per cada autor, desxifrar i explicar inscripcions redactades en una llengua arcaica. Sens dubte aquestes investigacions són les que van preparar la lingüística històrica: els treballs de Ritschl sobre l'escriptor llatí Plaute poden considerar-se vertaderament com a lingüístics, però, en aquest terreny, la crítica filològica erra en un punt: s'atorga importància massa servilment a la llengua escrita i s'oblida freqüentment la llengua parlada. Per la resta, l'antiguitat grecollatina és la que l'absorbix gairebé del tot.
El tercer període va començar quan es va descobrir que les llengües podien comparar-se. Aquest va ser l'origen de la filologia comparada o gramàtica comparativa. L'any 1816, en una obra titulada Sistema de la conjugació del sànscrit, Franz Bopp va estudiar les relacions que unixen el sànscrit amb el germànic, el grec, el llatí, etc, i va entendre que les relacions entre llengües parents podien convertir-se en una ciència autònoma. Però aquesta escola, tot i havent tingut el mèrit indisputable d'obrir un camp nou i fecund, no va arribar a constituir la veritable ciència lingüística. Mai es va preocupar per determinar la naturalesa del seu objecte d'estudi. I, sense dita operació elemental, la ciència és incapaç de procurar-se un mètode.

#### Lingüística científica
La lingüística moderna té el seu començament al segle xix amb les activitats dels coneguts com a neogramàtics que, mercès a la descoberta del sànscrit, van poder comparar les llengües i reconstruir una suposada llengua original, l'idioma proto-indoeuropeu. Això va animar als lingüistes a crear una ciència positiva en la qual fins i tot es va arribar a parlar de lleis fonètiques per al canvi lingüístic.
No serà, però, fins a la publicació de el Curs de lingüística general (1916), elaborat d'apunts d'alumnes al curs dictat pel suís Ferdinand de Saussure, quan la lingüística es convertix en una ciència integrada a una disciplina més àmplia, la semiologia, que al seu torn forma part de la psicologia social, tot definint-ne així el seu objecte d'estudi.
La distinció entre llengua (el sistema) i parla (l'ús) i la definició de signe lingüístic (significat i significant) han estat fonamentals per al desenvolupament posterior de la nova ciència. No debades, la seua perspectiva -coneguda com a estructuralista i que podem qualificar, per oposició a corrents posteriors, essent de tall empirista- serà posada en qüestió en el moment en què ja havia donat la major part dels seus fruits i, per tant, les seues limitacions quedaven subratllades.

#### Estructuralisme estatunidenc

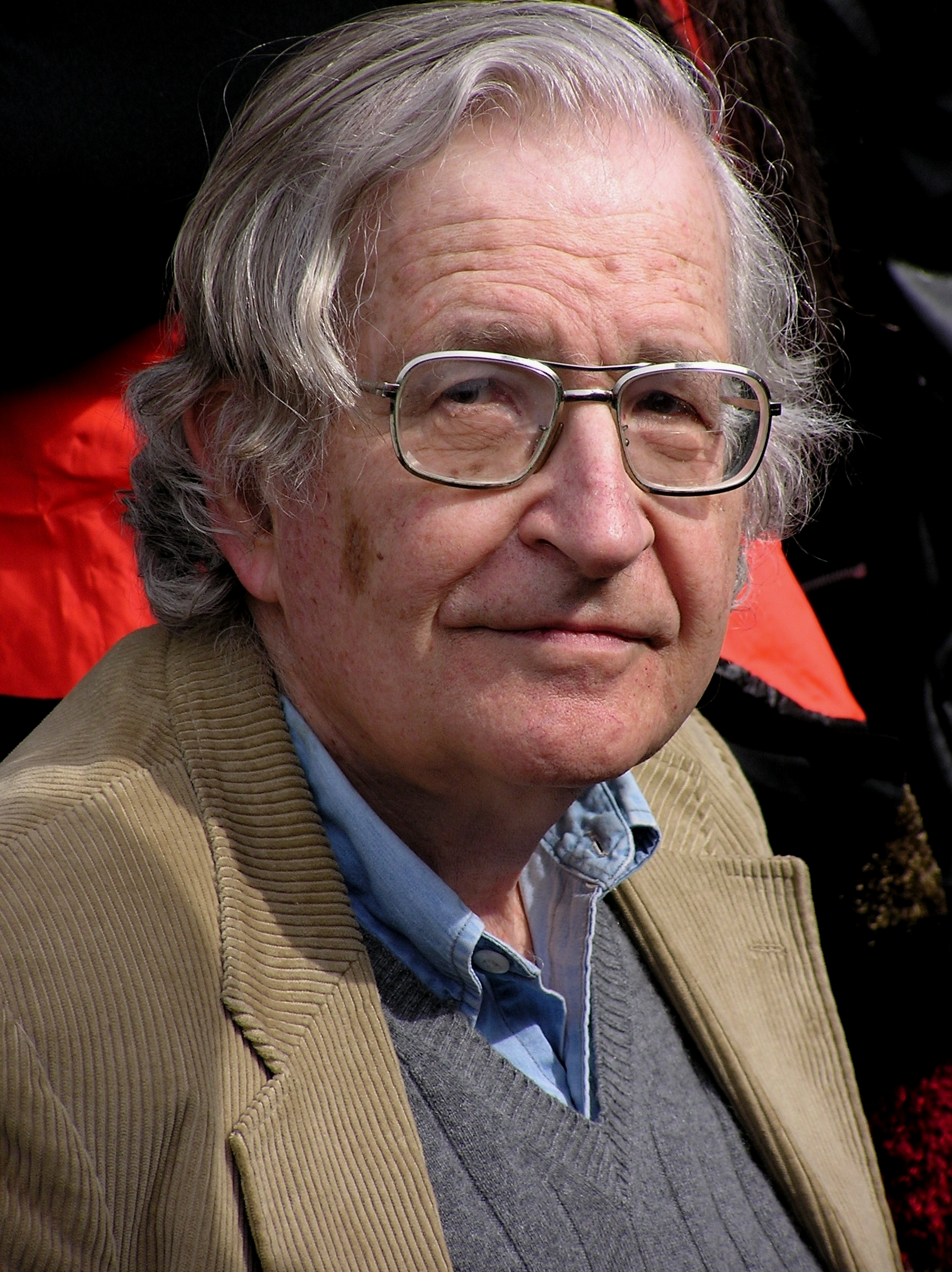
Noam Chomsky, lingüista estatunidenc, fundador de la gramàtica generativa, paradigma dominant a la lingüística moderna de la segona meitat del.

Després de l'esclat de la Primera Guerra Mundial, la manca de comunicació entre continents va impossibilitar un treball lingüístic col·laboratiu i d'acord amb els mateixos objectius. Els lingüístiques i antropòlegs estatunidencs van decidir llavors focalitzar-se en la realitat lingüística de les comunitats aborígens, les llengües de les quals estaven desapareixent. Així, experts com Bloomfield, Boas o Sapir, van intentar redefinir l'enfocament sobre el llenguatge, tot orientat a la seua relació amb el món; es va designar tot plegat com a "relativisme lingüístic".

#### Mirada més recent
Al segle xx el lingüista estatunidenc Noam Chomsky va crear el corrent conegut com generativisme. Amb la idea de solucionar les limitacions explicatives de la perspectiva estructuralista, es va produir un desplaçament del centre d'atenció de la llengua com a sistema (la langue saussuriana) cap a la llengua com a procés de la ment, la capacitat innata (genètica) per adquirir i fer-ne ús, la competència. Tota proposta de model lingüístic hauria doncs segons l'escola generativista- d'adequar-se al problema global de l'estudi de la ment humana, cosa que dur a cercar-hi sempre el realisme mental d'allò proposat; per això s'ha descrit el generativisme com una escola mentalista o racionalista. En aquesta perspectiva la lingüística és considerada com una part de la psicologia o, més exactament, com una ciència cognitiva.
Tant l'escola chomskiana com la saussureana es plantegen com a objectiu la descripció i explicació de la llengua com a sistema autònom, aïllat. Xoquen així doncs -ambdues de manera igual- amb una escola que pren força al cap del segle xx i que és coneguda com a funcionalista. Per oposició, les escoles tradicionals chomskiana i saussuriana reben conjuntament el nom de formalistes. Els autors funcionalistes -alguns dels quals procedixen de l'antropologia o la sociologia- consideren que el llenguatge no pot ser estudiat de forma autònoma, tot descartant l'"ús" del llenguatge. La figura més rellevant dins d'aquest corrent fou el lingüista holandès Simon C. Dik, autor del llibre Functional Grammar. Aquesta posició funcionalista sobre la lingüística dins l'àmbit social dona importància a la pragmàtica, al canvi i a la variació lingüística.
L'escola generativista i la funcionalista han configurat el panorama de la lingüística actual: del seu llegat i de les seues barreges arrenquen pràcticament tots els corrents de la lingüística contemporània. Tant el generativisme com el funcionalisme perseguixen explicar la naturalesa del llenguatge, no només la descripció de les estructures lingüístiques.

### Escoles lingüístiques

#### Antimentalisme
Concepció que predominava en la lingüística del final del segle xix i del començament del xx. Pot ser resumida en les tres tesis següents:
- L'aprenentatge del llenguatge és un procés d'habituació i de condicionament per repetició.
- Els parlants d'una llengua no tenen consciència dels recursos de què fan ús; és per això que els canvis, particularment el canvi fonètic, procedeixen d'una manera cega i sense trobar cap resistència.
- El lingüista que estudia una llengua no es pot deixar guiar pels judicis dels parlants, i ha de descobrir ell tot sol i des de fora el sistema de la llengua.

#### Estructuralisme
Corrent de la lingüística que concep les llengües com a conjunt d'elements interrelacionats. L'estructuralisme es manifestà com a mètode ja madur a partir de les tesis presentades al Primer Congrés de Lingüistes de la Haia (1928) i al Primer Congrés de Filòlegs Eslaus de Praga (1929) pel grup de lingüistes que formaven part de l'anomenat Cercle Lingüístic de Praga i que s'inspiraren en Ferdinand de Saussure i Jan Ignacy Baudouin de Courtenay.
El moviment proliferà aviat en tot un grapat d'escoles (Cercle Lingüístic de Copenhaguen, Escola de Nova York, etc.). Si per als neogramàtics la lingüística era història de la llengua, per als estructuralistes és sobretot la descripció d'una llengua ara i aquí.
L'estructuralisme proposa el relacionisme (no interessa el fet, sinó les relacions entre els fets, el sistema), i el funcionalisme (segons l'anomenat principi estructural del sistema fonològic, les unitats de la llengua es defineixen per la seva funció en el cos de la llengua).

#### Gramàtica generativa
Tendència de la lingüística iniciada per Noam Chomsky el 1957 (en el seu llibre Syntactic Structures) i entesa com a reacció enfront de l'estructuralisme de l'escola de Bloomfield. Segons Chomsky, l'estudi de l'actuació —l'anàlisi del corpus lingüístic— no permet el coneixement del sistema en el qual aquella es basa. Per això, afegeix a l'estudi del corpus lingüístic la introspecció que l'escola de Bloomfield rebutjava i en la qual el lingüista és el seu mateix informant. Chomsky parteix de la frase com la màxima unitat lingüística. La gramàtica d'una llengua conté un sistema de regles que permet de formar —generar— el conjunt de totes les frases possibles en aquesta llengua, i el seu domini és de la competència del parlant; el conjunt de totes les frases que hom pot generar en una llengua és infinit. Un sistema finit de regles permet al parlant de generar un nombre infinit de frases i de comprendre-les, fins i tot aquelles que encara no ha sentit mai.

### Lingüistes importants

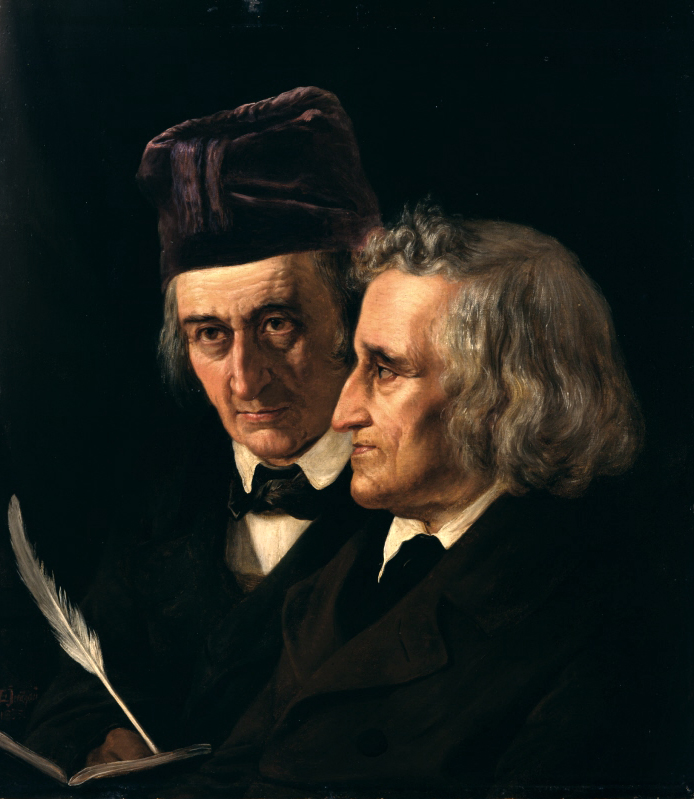
Els germans Grimm
(Jacob i Wilhelm)

Categoria principal: Lingüistes
- Ivar Aasen
- Andrés Bello
- Basil Bernstein
- Leonard Bloomfield
- Franz Bopp
- James Burnett
- Eugen Coseriu
- Noam Chomsky
- Joseph Greenberg
- Jacob Grimm
- Wilhelm Grimm
- Louis Hjelmslev
- Roman Jakobson
- William Labov
- George Lakoff
- André Martinet
- Barbara Partee
- Steven Pinker
- Edward Sapir
- Ferdinand de Saussure
- Nikolai S. Trubetzkoy
- Wilhelm von Humboldt
- Henriette Walter
- Guilad Zuckermann

## Alguns estudis en lingüística

### Comunicació i llenguatge
L'estudi de les llengües ha dut a l'anàlisi més detallada de la comunicació en general. S'ha elaborat esquemes amb què es mira d'entendre com funciona la comunicació entre humans i quines funcions hi podem associar. Així, per exemple, tota comunicació necessita un emissor, un receptor i un missatge. El missatge pot ser transmès mitjançant diversos tipus de canals com pot ser la parla oral, la parla dels signes, una televisió, un periòdic o internet mateix. Segons el context i la situació mateixa de la comunicació hi trobarem diverses funcions com ara la poètica, la informativa, l'expressiva, la conativa, etc.
La comunicació diferencia la pluralitat de realitzacions, com ara la comunicació unidireccional, apreciada quan s'emet una informació a través de la televisió, la ràdio o la premsa escrita, la comunicació bidireccional, la qual pot adoptar la forma de debat, diàleg, etc. En aquest sentit es para atenció als senyals emesos perquè ultra la seua aparença, van plens de missatges, d'informacions no sempre visibles a primer cop d'ull. Un senyal pot identificar-se per semblança, contacte o arbitrarietat convencional.
Aleshores és quan es torna interessant comprendre quins senyals fan servir les llengües parlades un cop es troben a l'escrit. Quina semiòtica s'hi pot amagar, quina funció tenen, etc. De tot això tracten els estudis sobre comunicació i llenguatge.

### Diversitat i unitat
És mercès a la geolingüística que podem dir actualment que existix al món una varietat importantíssima de llengües. El nombre total és difícil d'estimar per diversos motius. En primer lloc es fa difícil censar certs indrets del món. En segon lloc no hi ha cap autoritat a nivell internacional que s'haja interessat a posar tots els mitjans necessaris per tal de censar totes les llengües existents. En tercer i darrer lloc hi ha el fet que existix sempre un gran debat sobre si s'ha de considerar o no una forma concreta de parlar com a llengua o bé com a dialecte d'una llengua.
Posem-ne exemples. A la península ibèrica hi ha debat sobre si considerar o no el gallec com a llengua a banda o com a dialecte del portuguès. Rere el gallec hi ha un trencament polític propiciat per Castella i que tenia com a objectiu avantposar-se a les pretensions del comtat de Portugal a l'Edat mitjana. De fet, els lingüistes tenen clar que a l'Edat mitjana a Portugal com a Galícia s'hi parlava la mateixa llengua i les comunitats s'identificaven totes dues dins d'una mateixa unitat. Per tant, la qüestió rau en destriar si tenim actualment encara un dialecte del portuguès o bé si l'evolució posterior ha dut a la formació d'una llengua a banda, anomenada gallec.
Un altre exemple revelador és el nombre de llengües censades. Hi ha costum parlar d'unes 6000 llengües al món però si fem càlculs, les xifres no encaixen. En efecte, si al món existixen 6 milions d'habitants i, per tant, dividíssim aquests 6 milions per les 6000 llengües, n'obtindríem un resultat de 100.000 llengües per habitant i, això, és irrealista. Simplement, les llengües no estan repartides de la mateixa manera. Mentre a Europa, per exemple, hi ha costum de trobar-hi una llengua per país, tot i que no és sempre el cas, a l'Àsia hi trobem més d'una llengua per país. L'Índia, per exemple, acull al seu territori més de 80 llengües, algunes més parlades que d'altres. Ací és on rau la problemàtica perquè si bé és fàcil estudiar les llengües en territori europeu, la cosa es complica si mirem de desplaçar-nos a Austràlia o les illes de l'entorn.
La primera conclusió doncs és que el món habita una diversitat molt gran de llengües però que es torna difícil, primerament saber-ne quantes i, en segon lloc, diferenciar entre llengua i dialecte. Així i tot, hi ha evidències. El bretó, el basc o el català són llengües, no pas dialectes. El bretó és una llengua germànica mentre que el català és una llengua neollatina. Posseïxen suficient característiques i prou d'il·legibilitat per part d'altres parlants neollatins o germànics per poder-se designar com a llengües. El basc, en aquest sentit, a banda de tenir estructura pròpia, etc, no s'ha trobat encara el seu ancestre i, per tant, no es pot encaixar a cap altra llengua.
La xifra s'ha de reduir doncs al voltant de les 6000 a 4000 llengües. Però, d'altra banda, la geolingüística també ha permès classificar-les. És la tasca primera que es va dur a terme a la lingüística. La comparació de llengües ha permès concloure que totes procedixen d'alguna altra llengua i que probablement, abans que existís la varietat actual, n'hi havia una de sola que derivà, de mica en mica, en diverses llengües a tot el món. Però aquesta classificació és genètica, n'hi ha d'altres.
- classificació segons la morfologia
- classificació segons la sintaxi
  - aglutinants
  - flexives
  - analítiques
- classificació genètica

És a dir, tot resumint, les llengües al món tenen semblances i tot apunta que provenen d'una llengua comuna. Per això mateix s'ha classificat les llengües segons la seua genètica. Es tracta d'aparellar les llengües segons les seues semblances. Però existixen altres classificacions com la sintaxi perquè les llengües de tot el món tenen maneres similars de construir-se per bé que unes prioritzen la flexó i d'altres l'aïllament. És a dir, tot i les diferències, hi ha universals comuns que duen a la conclusió que hi va haver una protollengua o que de totes totes, cap ni una treballarà d'una manera determinada, sinó que totes semblen raonar de la mateixa forma.
Fet i fet, existixen llengües de les quals no en sabem l'origen. No les podem aparellar. A banda, hi ha llengües artificials, en el sentit que han estat creades conscientment a partir d'un full en blanc per part de l'home amb intencions i objectius determinats. És el cas del simlish, una llengua artificial creada per la companya de videojocs Electrònic Arts Games amb la finalitat de dotar les personatges de la gama de productes The Sims d'una llengua.
Ha fet igualment objecte d'una gran varietat de treballs l'enteniment de la desaparició de les llengües, la formació de noves llengües i el contacte entre llengües. S'ha conclòs que el bilingüisme mata la varietat lingüística del planeta i que el monolingüisme és "una malaltia" en el sentit que torna els seus parlants analfabets sobre altres realitats, a més de promoure l'assassinat d'altres llengües. En aquest sentit, se sap que les llengües que viuen en un entorn estrictament multilingüe, aconseguixen sobreviure, contràriament a les que es troben en situació de bilingüisme.

#### Famílies lingüístiques
Una família lingüística és un grup de llengües emparentades històricament i que semblen derivar d'una llengua més antiga que, per diversificació dialectal, va donar lloc a diferents llengües, normalment inintel·ligibles entre si.
Els lingüistes han agrupat en diverses famílies lingüístiques les llengües del món, atenent criteris de similitud en la forma i el significat.
| - Indoeuropeu - Uralo-iukaguir - Altaic - Ainu, japonès, coreà - Guiliak - Chukotia - Esquimo-aleuta - Caucàsic - Afroasiàtic - Nilo-saharià - Nígero-kordofanès - Khoisan - Dravídic - Sino-tibetà - Austroasiàtic | - Daic - Austronèsic - Indo-pacífic - Australià - Amerindi - Llengües aïllades - Euskera - Ket - Buruixaski - Nabali - (Ainu) - (Iukaguir) - (Guiliak) |

El conjunt de les famílies lingüístiques agrupa prop de 7.000 llengües vives actuals. Segons el seu origen geogràfic, la distribució lingüística es considera:
| Distribució de les llengües per àrea d'origen | Distribució de les llengües per àrea d'origen | Distribució de les llengües per àrea d'origen |
| Àrea | Llengües "vives"                              | Percentatge                                   |
| --- | --------------------------------------------- | --------------------------------------------- |
| Àfrica | 2.110                                         | 30,5%                                         |
| Amèrica | 993                                           | 14,4%                                         |
| Àsia | 2.322                                         | 33,6%                                         |
| Europa | 234                                           | 3,4%                                          |
| Pacífic | 1.250                                         | 18,1%                                         |
| TOTAL | 6.909                                         |                                               |
| Nota: Una llengua viva es defineix, en aquesta taula, com aquella que té almenys un parlant pel qual aquesta és la seva primera llengua. Una llengua que es parla en més d'un país és considerada en l'àmbit del seu país primari. |                                               |                                               |
| Font: Lewis, M. Paul (ed.), 2009. Ethnologue: Languages of the World, setzena edició. Dallas, Tex.: SIL International. Versió en línia                                                                                             |                                               |                                               |

### Varietat i canvi

#### Contacte
Entendre el contacte entre parlars és una tasca molt primordial de la lingüística perquè és amb el contacte entre parlants que sorgixen noves llengües o en desapareixen d'altres. Resulta que no tots els parlants es poden entendre entre ells. En donar-se el cas, diem que tenim dues llengües diferenciades. Del contacte entre parlants s'estudia doncs la formació de les llengües i les seues evolucions. No és el mateix un dialecte, un idiolecte i un idioma. El parlar canvia per diversos motius. Alhora l'ús que se'n faça pot ser derivat d'usos concrets, com ara els argots que són formes particulars i socials de parlar, determinades per l'ús d'un col·lectiu, com ara els metges que tenen el seu argot particular.
És una fal·làcia dir que les llengües neixen i moren naturalment. Cap llengua al món mor de manera natural i, de fet, moltes voltes, les llengües neixen de forma premeditada. Tot s'ha de dir, el naixement de llengües de forma premeditada, són casos minoritaris. El que no és, en canvi, gens minoritari és el fenomen de la desaparició de llengües.
Com s'ha dit, cap llengua desaparix naturalment. Cap comunitat lingüística deixa de parlar la seua pròpia llengua perquè ha volgut fer-ho. Rere l'extinció de les llengües al món hi ha polítiques de govern ideològicament oposats a la diversitat del planeta. És ben sovint amb aires imperialistes que s'obliga les poblacions a parlar aquesta o una altra llengua. Es tracta d'una forma totalitària més, que pretén implantar un pensament únic, és a dir, la dictadura d'una única visió del món.
En efecte, llevat que la comunitat lingüística desaparega degut a un terratrèmol o un devastador tsunami, cap desaparix naturalment i totes les llengües són útils perquè totes són instruments, així com formes d'ésser per part dels qui la parlen. Són instruments perquè servixen per parlar amb altra gent i això ja és suficient. I, al mateix temps, són una forma més d'ésser, un instrument per construir-se identitàriament i, per tant, vulga quina siga la seua forma, totes esdevenen útils, sempre que servisquen per construir-se identitàriament.
És a Europa, principalment, que neix la noció d'"utilitat" de les llengües, altre cop amb referons ideològic. Així els estats europeus han tingut el costum d'imposar llengües als seus ciutadans, qualificant-ne unes d'útils i unes altres, d'inútils. L'argument principal és el comerç, caldria una llengua "comuna" perquè tothom s'entenga quan hi ha comerç. D'ací deriva la noció de llengua franca o llengua internacional. Però, en aquest aspecte, cap llengua "franca" l'és per naturalesa, sinó que ha estat imposada com a franca. En efecte, els estats europeus han tingut el costum d'imposar la seua llengua com a "franca" i, tot seguit, tornar-la "útil". És a dir, la llengua era "inútil" però va ser l'estat qui li va atorgar "utilitat". Per tant, cap llengua és útil i la seua condició de llengua franca és determinada per les relacions de poder.
Són les mateixes relacions de poder les qui promouen la noció "d'utilitat" de les llengües. L'interès, ací, és imposar una llengua, normalment la de la Cort o elit governant, fet que duu a la imposició dels criteris d'uns pocs, de les seues cosmovisions i maneres d'entendre i concebre el món. Ben sovint, de l'extinció d'altres llengües, els europeus han aconseguit tot el contrari, és a dir, la creació de noves llengües (els criolls). Fet que evidencia com d'inherent és cada llengua per a cada societat. Mira d'exterminar llengües, és mirar d'exterminar la humanitat de la comunitat lingüística concernida i, aquesta, mancada troba ben sovint alternatives i acaba creant la seua pròpia llengua.

#### Idioma
Segons l'Institut d'Estudis Catalans un idioma és "una llengua considerada com a pròpia d'una comunitat lingüística". Per comunitat lingüística s'entén el conjunt de persones que parlen una determinada llengua. El català, per exemple, és parlat als Països Catalans i Andorra. Tot el territori que els abasta és considerat la comunitat lingüística del català. Cosa diferent és si es troba dividida política. Per exemple, la comunitat lingüística de l'anglès es troba a diversos continents i està dividida en països distints.
Però, tot això no definix l'idioma, sinó que ens parla de qui el fa servir. Hi ha dos criteris per classificar la varietat lingüística del món. La primera és la historicista que partix del principi que tot són dialectes derivats d'altres dialectes. L'idioma seria simplement una construcció política. La segona és geogràfica i concep idiomes i dialectes. El dialecte seria una varietat geogràfica d'un idioma.
Totes dues són exactes però no treuen cap embull, més aviat aprofundixen el guirigall. Per aquest motiu existixen criteris variats que miren de definir què és o què no és una llengua.
- gramàtica pròpia
- intercomunicació fluïda i possible

En efecte, l'anglès posseïx gairebé un 60% de vocabulari procedent de llengües neollatines. El 50% del seu diccionari prové del francès i això podria dur a fer-nos pensar que és un dialecte del francès. Però, cap francès que no parle anglès no podria entendre cap anglès i al contrari. Per tant, el criteri d'intercomunicació és importantíssim per establir si és o no una llengua. L'anglès posseïx un 10% de vocabulari més provinent del castellà i del llatí, fet que duria a pensar, altre cop que no és una llengua a banda. Però no és així. En canvi, la variant dialectal de l'anglès als Estats Units no posseïx més que diferències fonètiques i un 0,5% de vocabulari diferent. La mateixa cosa es produïx entre el valencià i el balear. Per tant, la parla estatunidenca és anglès perquè anglesos com estatunidencs s'entenen i, en aquest sentit, balears i valencians s'entenen perquè parlen la mateixa llengua. En canvi, el contacte d'un argentí amb un valencià no és possible perquè tots dos ja parlen llengües diferents. El valencià parla català mentre que l'argentí parla castellà.
A còpia d'això es determinen les llengües que existixen al món. Un idioma necessita doncs una estructura pròpia, una gramàtica pròpia, una fonètica pròpia, etc, a més d'una intercomunicació no fluïda amb altres idiomes. Dit altrament, el contacte entre parlants és el que definix una llengua. Segons com es puguen comunicar, parlarem de llengua o de dialecte. Si un parlant no s'entén amb un altre, hi ha clarament dues llengües.

#### Dialecte
Existixen dues acceptacions per definir el dialecte:
- la historicista
- la geogràfica

La historicista definix el dialecte com una evolució d'un altre dialecte. Partix de la hipòtesi que tot són dialectes i que l'idioma és, per reprendre les paraules exactes d'un cèlebre lingüista jueu, "dialectes" amb "exèrcits i marina". És a dir, per a l'historicisme, el francès és un dialecte del llatí i el llatí un altre dialecte hel·lè i així successivament fins a arribar a l'indoeuropeu. Tenim una lectura clarament evolucionista.
La geogràfica definix el dialecte com una varietat, unes poques diferències siga al vocabulari com a la flexió i als verbs, d'una llengua determinada. Vist des d'aquest punt de vista, el brasiler és un dialecte del portuguès, el valencià és un dialecte del català i l'argentí és un dialecte del castellà.
Tots dos són punts maximistes, és a dir, deterministes. No acaben d'ajustar-se del tot i per això cal algunes explicacions més. En efecte, la variació dialectal té diverses causes:
- hi ha variació dialectal des de l'origen
- hi ha influència d'altres llengües veïnes
- hi ha separació territorial

Segons com influïxen aquests tres punts, tot dialecte, entès des d'un punt de vista historicista, deriva en un altre dialecte. Per exemple, una política lingüística utilitzada a propòsit per separar dos territoris, pot derivar amb el temps en la creació d'una altra llengua. La influència que exercix el castellà sobre el portuguès americà duu a similituds que no trobaríem al portuguès ibèric. Finalment, hi ha variacions dialectals que ja hi eren originàriament, com els números 70, 80 i 90 en francès való.
Comptat i debatut, un dialecte és una varietat geogràfica que segons com es relacione amb la comunitat, pot donar una llengua a banda o limitar-se a ser una variant més d'aquell parlar.

#### Estandardització
L'estandardització és política lingüística i remunta a l'Edat moderna. A Europa s'hi va començar a portar a terme polítiques d'estandardització per tal de millorar l'enteniment escrit de la llengua. En efecte, l'aparició de la imprimenta va necessitar un uniformisme topogràfic i ortogràfic per garantir que tothom poguera entendre's i és sota aquesta mateixa filosofia que es duen a terme polítiques d'estandardització.
En aquest àmbit els mèdia són tot sovint molt importants perquè en tant que agents de socialització constituïxen un model. Per aquest motiu se'ls demana d'emprar un llenguatge entenedor i genuí amb què la població puga emmirallar-se'n. Això vol dir que es defuig dels argots més tècnics i de la parla més literària perquè efectivament una llengua pot treure un vocabulari o un altre segons l'ús social que se'n faça.
- nivells de llenguatge social
  - llenguatge literari
  - llenguatge estàndard
  - llenguatge tècnic
    - argot juvenil, argot mèdic, argot periodístic, etc

De forma general els governs hereus de la tradició francòfona, han muntat acadèmies de la llengua que si bé haurien d'estar sempre i únicament en mans de lingüistes, són freqüentment en mans de polítics, com és el cas de França. Això evidencia que en països com el francès o l'hispànic, les acadèmies no fan la funció única de garantir un estàndard, sinó que complixen una missió ideològica, la d'imposar llengües imperials a la població. Per aquest motiu els governs que seguixen la tradició anglosaxona, preferixen deixar l'estandardització a mans de les universitats, els mateixos mitjans de comunicació i editorials. Així i tot, no deixa d'haver-hi nacions en què les institucions de regulació lingüística, com ara la catalana o la basca, només es dediquen a fer tasca lingüística, no pas política.

### Estructura i aplicació
Les estructures lingüístiques són aparellaments de significat i forma. Qualsevol aparellament particular de significat i forma és un signe saussurià. Per exemple, el significat de "gat" es representa a tot el món amb una gran varietat de patrons sonors diferents (en idiomes orals), moviments de mans i cara (en llengües de signes) i símbols escrits (en idiomes escrits). Els patrons lingüístics han demostrat la seua importància per al camp de l'enginyeria del coneixement, especialment amb la quantitat com més va més gran de dades disponibles.
Els lingüistes centrats en l'estructura intenten entendre les regles sobre l'ús de la llengua que els parlants nadius coneixen (no sempre conscientment). És propi de la lingüística aplicada.
Totes les estructures lingüístiques es poden dividir en components que es combinen segons regles (sub)conscients, en múltiples nivells d'anàlisi. Per exemple, considerem l'estructura de la paraula "desè" en dos nivells diferents d'anàlisi. A nivell d'estructura interna de les paraules (coneguda com a morfologia), la paraula "desè" està formada per una forma lingüística que indica un nombre i una altra forma que indica l'ordinalitat. La regla que regula la combinació d'aquestes formes garantix que el marcador d'ordinalitat "è" seguisca el número "deu". A nivell d'estructura sonora (coneguda com a fonologia), l'anàlisi estructural mostra que el so "è" a "desè" es fa de manera diferent del so "deu" en "deu" parlat sol. Tot i que la majoria de parlants catalans són conscientment de les regles que regulen l'estructura interna de la paraula "deu", menys sovint són conscients de la norma que regula la seua estructura sonora. Els lingüistes centrats en l'estructura troben i analitzen regles com aquestes, que regixen l'ús de la llengua dels parlants nadius.

#### Gramàtica
La gramàtica és un sistema de regles que regula la producció i l'ús d'enunciats en una llengua determinada. Aquestes regles s'apliquen al so, així com al significat, i inclouen subconjunts componencials de regles, com ara les relatives a la fonologia (l'organització dels sistemes sonors fonètics), la morfologia (la formació i composició de les paraules) i la sintaxi i composició de frases. Els marcs moderns que tracten els principis de la gramàtica inclouen la lingüística estructural i funcional i la lingüística generativa.
Els subcamps que se centren en un estudi gramatical de la llengua inclouen els següents.
- La fonètica, l'estudi de les propietats físiques de la producció i percepció del so de la parla, i aprofundix en les seves propietats acústiques i articulatòries
- Fonologia, l'estudi dels sons com a elements abstractes a la ment del parlant que distingixen el significat (fonemes)
- La Morfologia, l'estudi dels morfemes o les estructures internes de les paraules i com es poden modificar
- Sintaxi, l'estudi de com es combinen les paraules per formar frases gramaticals i frases
- La semàntica, l'estudi del significat de les paraules (semàntica lèxica) i les combinacions fixes de paraules (fraseologia), i com es combinen per formar els significats de les frases, així com gestionar i resoldre l'ambigüitat.
- Pragmàtica, l'estudi de com s'utilitzen els enunciats en actes comunicatius i el paper del context situacional i del coneixement no lingüístic en la transmissió del significat
- Anàlisi del discurs, l'anàlisi de l'ús de la llengua en texts (parlats, escrits o signats)
- Estilística, estudi de factors lingüístics (retòrica, dicció, estrès) que situen un discurs en context
- Semiòtica, estudi dels signes i processos de signes (semiosi), indicació, designació, semblança, analogia, metàfora, simbolisme, significació i comunicació

#### Lèxic
El lèxic és un catàleg de paraules i termes que s'emmagatzemen en la ment d'un parlant. El lèxic consta de paraules i morfemes lligats, que són parts de paraules que no poden estar soles, com els afixos. En algunes anàlisis, les paraules compostes i certes classes d'expressions idiomàtiques i altres col·locacions també es consideren part del lèxic. Els diccionaris representen intents d'enumerar, per ordre alfabètic, el lèxic d'una llengua determinada; normalment, però, no s'inclouen els morfemes lligats. La lexicografia, estretament lligada al domini de la semàntica, és la ciència de mapar les paraules en una enciclopèdia o un diccionari. La creació i l'addició de noves paraules (al lèxic) s'anomena encunyació o neologització, i les noves paraules s'anomenen neologismes.
Sovint es creu que la capacitat de parlar d'un llenguatge rau en la quantitat de paraules emmagatzemades al lèxic. Tanmateix, això és sovint considerat un mite pels lingüistes. Molts lingüistes consideren que la capacitat per a l'ús del llenguatge es troba principalment en el domini de la gramàtica i està relacionada amb la competència, més que amb el creixement del vocabulari. Fins i tot un lèxic molt xiquet és teòricament capaç de produir un nombre infinit de frases.

#### Discurs
El discurs és el llenguatge com a pràctica social (Baynham, 1995) i és un concepte multicapa. Com a pràctica social, el discurs encarna ideologies diferents a través de texts escrits i parlats. L'anàlisi del discurs pot examinar o exposar aquestes ideologies. El discurs influïx en el gènere, que es tria en resposta a diferents situacions i, finalment, a nivell micro, el discurs influïx en el llenguatge com a text (parlat o escrit) a nivell fonològic o lèxic-gramatical.
La gramàtica i el discurs estan vinculats com a parts d'un sistema. Un discurs particular es convertix en una varietat lingüística quan s'utilitza d'aquesta manera per a un propòsit particular i es coneix com a registre.
Pot haver-hi certes addicions lèxiques (paraules noves) que es posin en joc a causa de l'experiència de la comunitat de persones dins d'un cert domini d'especialització. Per tant, els registres i els discursos es diferencien mitjançant l'ús de vocabulari i, de vegades, també mitjançant l'ús de l'estil. Les persones de la fraternitat mèdica, per exemple, poden utilitzar alguna terminologia mèdica a la seua comunicació especialitzada en el camp de la medicina. Sovint es fa referència a això com a part del "discurs mèdic", etc.

#### Estil
L'estilística també implica l'estudi de discursos escrits, signats o parlats a través de diverses comunitats de parla, gèneres i formats editorials o narratius als mitjans de comunicació. Implica l'estudi i la interpretació de texts per a aspectes del seu estil lingüístic i tonal. L'anàlisi estilística implica l'anàlisi de la descripció de determinats dialectes i registres que utilitzen les comunitats de parlants. Les característiques estilístiques inclouen retòrica, dicció, estrès, sàtira, ironia, diàleg i altres formes de variacions fonètiques. L'anàlisi estilística també pot incloure l'estudi del llenguatge en obres canòniques de literatura, ficció popular, notícies, anuncis i altres formes de comunicació a la cultura popular. Normalment es veu com una variació en la comunicació que canvia d'orador a parlant i de comunitat a comunitat. En resum, l'Estilística és la interpretació del text.
A la dècada dels 1960 Jacques Derrida, per exemple, va distingir encara més la parla i l'escriptura, proposant que el llenguatge escrit s'estudiés com a mitjà de comunicació lingüístic en si mateix. La paleografia és, per tant, la disciplina que estudia l'evolució dels guions escrits (com a signes i símbols) en el llenguatge. L'estudi formal del llenguatge també va conduir al creixement de camps com la psicolingüística, que explora la representació i la funció del llenguatge a la ment; la neurolingüística, que estudia el processament del llenguatge al cervell; la biolingüística, que estudia la biologia i l'evolució del llenguatge; i l'adquisició del llenguatge, que investiga com els nens i els adults adquirixen el coneixement d'un o més idiomes.

### Escrit i oralitat
Bona part dels treballs en lingüística partixen del principi que la llengua parlada és primera i que l'escrita va després. Hi ha diversos motius per aquesta actitud:
- la paraula és universal, l'escriptura no l'és
- l'aprenentatge de la llengua parlada és més fàcil i ràpid que l'escrita
- molts científics cognitius creuen que només es pot conèixer l'existència al cervell d'un mòdul per al llenguatge mitjançant la parla oral

És obvi que malgrat això els lingüistes no treuen valor a l'escrit perquè és del tot útil. L'estudi dels texts escrits és primordial en lingüística informàtica. Existixen nous mètodes d'estudi del llenguatge escrit i tot i la importància atorgada a l'oralitat, l'escrit no deixa de ser important i estudiat, entre més, perquè moltes civilitzacions antigues necessiten encara ser traduïbles.

### Temàtiques d'estudi més freqüents
Les llengües tenen el costum d'estudiar-se mitjançant les temàtiques següents:
- Parlants individuals, comunitats de parlants i lingüística universal
- Descripció i prescripció
- Llengua parlada o llengua escrita
- Diacronia i sincronia

#### Centres de recerca lingüística
- CELIA Centre d'Études des Langues Indigènes d'Amérique
- PROEL Promotora Española de Lingüística
- SIL International Summer Institute of Linguistics
- CLiC Centre de Llenguatge i Computació
- CUSC - Centre Universitari de Sociolingüística i Comunicació, Universitat de Barcelona
- Xarxa CRUSCAT Arxivat 2012-06-23 a Wayback Machine., Institut d'Estudis Catalans